# Kam-Bus
Kam-bus je bila družba z omejeno odgovornostjo v lasti podjetja Alpetour s sedežem v Kamniku, ki se je ukvarjala s prevozom potnikov, turizmom in vzdrževanjem vozil.
Glavna in osnovna dejavnost družbe je bila opravljanje prevoza potnikov v primestnem prometu na področju občin Trzin, Domžale, Kamnik, Mengeš, Moravče, Gornji Grad in prostih oziroma občasnih, šolskih prevozih ter mestnem prometu v občini Kamnik.
Družba je imela lastno vzdrževalno službo za tehnično brezhibnost vozil, ki je po potrebi lahko ukrepala tudi na terenu.

## Zgodovina podjetja
Zgodovina podjetja Kam-bus sega v leto 1958, ko so v Ljubljani ukinili tramvaj in uvedli avtobusne prevoze. Takrat je začelo delovati podjetje Ljubljana transport, v Kamniku pa je deloval obrat z dvanajstimi avtobusi.
Po združitvi Delavnice Rode in Avtomehanične delavnice v Kamniku se avtobusi niso več dnevno vračali v ljubljanske garaže, pač pa se je servisna dejavnost izvajala v sklopu Obrata Kamnik.
Zaradi prilagajanja zakonodaji in družbeni ureditvi je podjetje večkrat spremenilo ime, od leta 1992 pa so poslovali pod imenom Kam-bus d.o.o. Tedaj so se območja Kamnik in Domžale izločila iz podjetja Ljubljanski potniški promet. Od leta 1995 do 2015 je podjetje delovalo kot delniška družba. Leta 2008 je večinski delež v podjetju prevzel Alpetour, leta 2015 pa je postalo član skupine Arriva DB, ki je lastnik podjetja Alpetour. Od leta 2018 se je podjetje imenovalo ARRIVA KAM BUS d.o.o., z dnem 1.9.2020 pa se je podjetje ARRIVA KAM BUS d.o.o. pripojilo združenemu podjetju ARRIVA d.o.o. Podjetje ima sedež na ulici Mirka Vadnova 8 v Kranju.

## Seznam avtobusnih prog
| relacija                                           |
| -------------------------------------------------- |
| Ljubljana – Domžale – Moravče                      |
| Ljubljana – Domžale – Moravče – Peče               |
| Domžale – Moravče                                  |
| Ljubljana – Kamnik                                 |
| Domžale – Mengeš – Domžale                         |
| Domžale – Ihan Termit                              |
| Ljubljana – Ihan – Domžale                         |
| Kamnik – Motnik                                    |
| Kamnik – Motnik – Vransko                          |
| Duplica Stol NO – Motnik – (Vransko)               |
| Kamnik – Stahovica                                 |
| Kamnik – Stahovica – Kamniška Bistrica             |
| Kamnik – Stahovica – Smrečje                       |
| Ljubljana – Kamnik – Gornji Grad                   |
| Kamnik – Gornji Grad                               |
| Ljubljana – Kamnik – Gornji Grad – Logarska dolina |
| Ljubljana – Domžale – Blagovica                    |
| Ljubljana – Domžale – Blagovica – Trojane          |
| Domžale – Blagovica                                |
| Domžale – Blagovica – Trojane                      |
| Domžale – Rafolče – Lukovica                       |
| Kamnik – Tunjice                                   |
| Kamnik – Perovo                                    |